# NGC 1407
NGC 1407 este o astrophysical x-ray source⁠(d) situată în constelația Eridanul. A fost descoperită în 6 octombrie 1785 de către William Herschel. Se află la o distanță de 28,18 de megaparseci de Pământ.